# Creigh Deeds

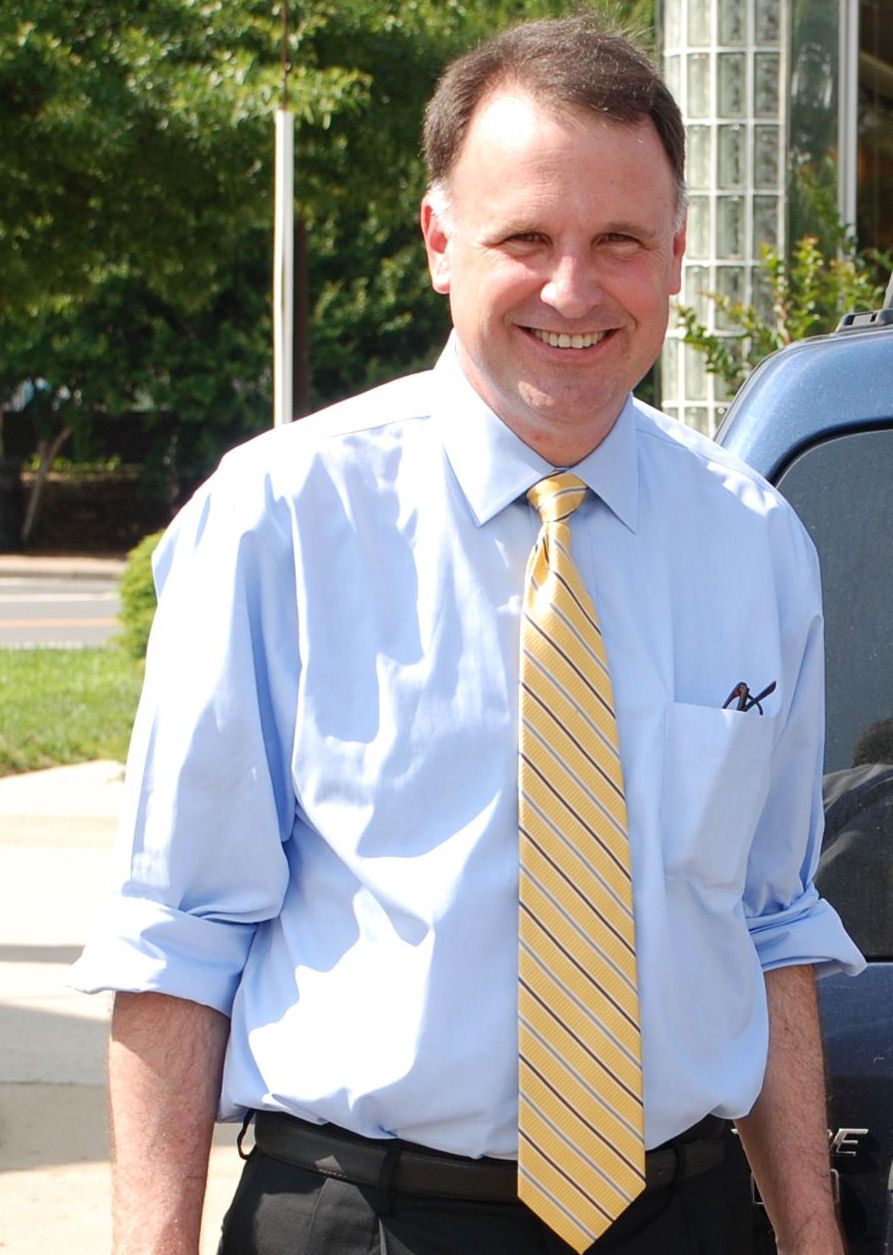
Creigh Deeds in Arlington, Virginia (2009)

Robert Creigh Deeds (* 4. Januar 1958 in Richmond, Virginia) ist ein US-amerikanischer Politiker (Demokratische Partei). Seit 2001 ist er Senator im Senat von Virginia und vertritt dort den 25. Distrikt.

## Leben
Deeds besuchte das Concord College und erhielt dort 1980 einen Bachelor of Arts (B.A.). 1984 erhielt er seinen Juris Doctor an der Law School der Wake Forest University. Deeds arbeitete nun in Virginia als Rechtsanwalt. 1987 wurde er in Bath County zum Staatsanwalt (Commonwealth’s Attorney) gewählt. Des Weiteren ist er seit 2007 Anwalt in der Framme Law Firm in Richmond, Virginia und lehrt seit 2010 als Visiting Professor of Law an der Washington and Lee University.
1991 wurde er erstmals in das Abgeordnetenhaus von Virginia gewählt. Bei den darauffolgenden fünf Wahlen konnte er sein Mandat jeweils verteidigen, so dass er dieser Parlamentskammer von 1992 bis 2001 angehörte. 2001 wurde er in einer Nachwahl in den Senat von Virginia gewählt und schied aus dem Abgeordnetenhaus aus. Die Nachwahl war nötig geworden, um den vakanten Sitz von Senatorin Emily Couric neu zu besetzen. 2003, 2007 und 2011 erfolgte jeweils seine Wiederwahl.
Im Jahr 2005 war er der demokratische Kandidat für das Amt des Attorney General von Virginia, verlor jedoch gegen die Republikanerin Judith Jagdmann. Im November 2009 trat er als demokratischer Kandidat bei der Gouverneurswahl an, unterlag jedoch erneut seinem republikanischen Kontrahenten. Bob McDonnell erhielt knapp 60 Prozent der Stimmen und konnte sich damit deutlich gegen Deeds durchsetzen.
Deeds ist verheiratet. Der Senator wurde am 19. November 2013 von seinem unter einer bipolaren Störung leidenden Sohn mit einem Messer schwer verletzt. Der Sohn nahm sich nach seiner Bluttat mit einer Schusswaffe das Leben. Nur Tage zuvor hatte Deeds versucht, für seinen Sohn einen Aufenthalt in einer psychiatrischen Einrichtung zu erwirken, der jedoch aus Platznot verwehrt wurde.